# Комішань (комуна)
Комішань, Комішані (рум. Comișani) — комуна у повіті Димбовіца в Румунії. До складу комуни входять такі села (дані про населення за 2002 рік):
- Комішань (3518 осіб) — адміністративний центр комуни
- Лазурі (1930 осіб)

Комуна розташована на відстані 62 км на північний захід від Бухареста, 12 км на південний схід від Тирговіште, 87 км на південь від Брашова.

## Населення
За даними перепису населення 2002 року у комуні проживали 5448 осіб.
Національний склад населення комуни:
| Національність | Кількість осіб | Відсоток |
| -------------- | -------------- | -------- |
| румуни         | 5442           | 99,9%    |
| поляки         | 2              | < 0,1%   |
| угорці         | 1              | < 0,1%   |
| німці          | 1              | < 0,1%   |
| серби          | 1              | < 0,1%   |
| болгари        | 1              | < 0,1%   |

Рідною мовою назвали:
| Мова      | Кількість осіб | Відсоток |
| --------- | -------------- | -------- |
| румунська | 5447           | > 99,9%  |
| сербська  | 1              | < 0,1%   |

Склад населення комуни за віросповіданням:
| Релігія                                       | Кількість осіб | Відсоток |
| --------------------------------------------- | -------------- | -------- |
| православні                                   | 4955           | 91,0%    |
| адвентисти                                    | 286            | 5,2%     |
| п'ятдесятники                                 | 119            | 2,2%     |
| бретрени                                      | 73             | 1,3%     |
| лютерани                                      | 10             | 0,2%     |
| реформати                                     | 2              | < 0,1%   |
| римо-католики                                 | 1              | < 0,1%   |
| лютерани (Синодально-пресвітеріанська церква) | 1              | < 0,1%   |